# 鴻野山站
鴻野山站（日语：／ Kōnoyama eki */?）是位於日本栃木縣那須烏山市，屬於東日本旅客鐵道（JR東日本）烏山線的鐵道車站。

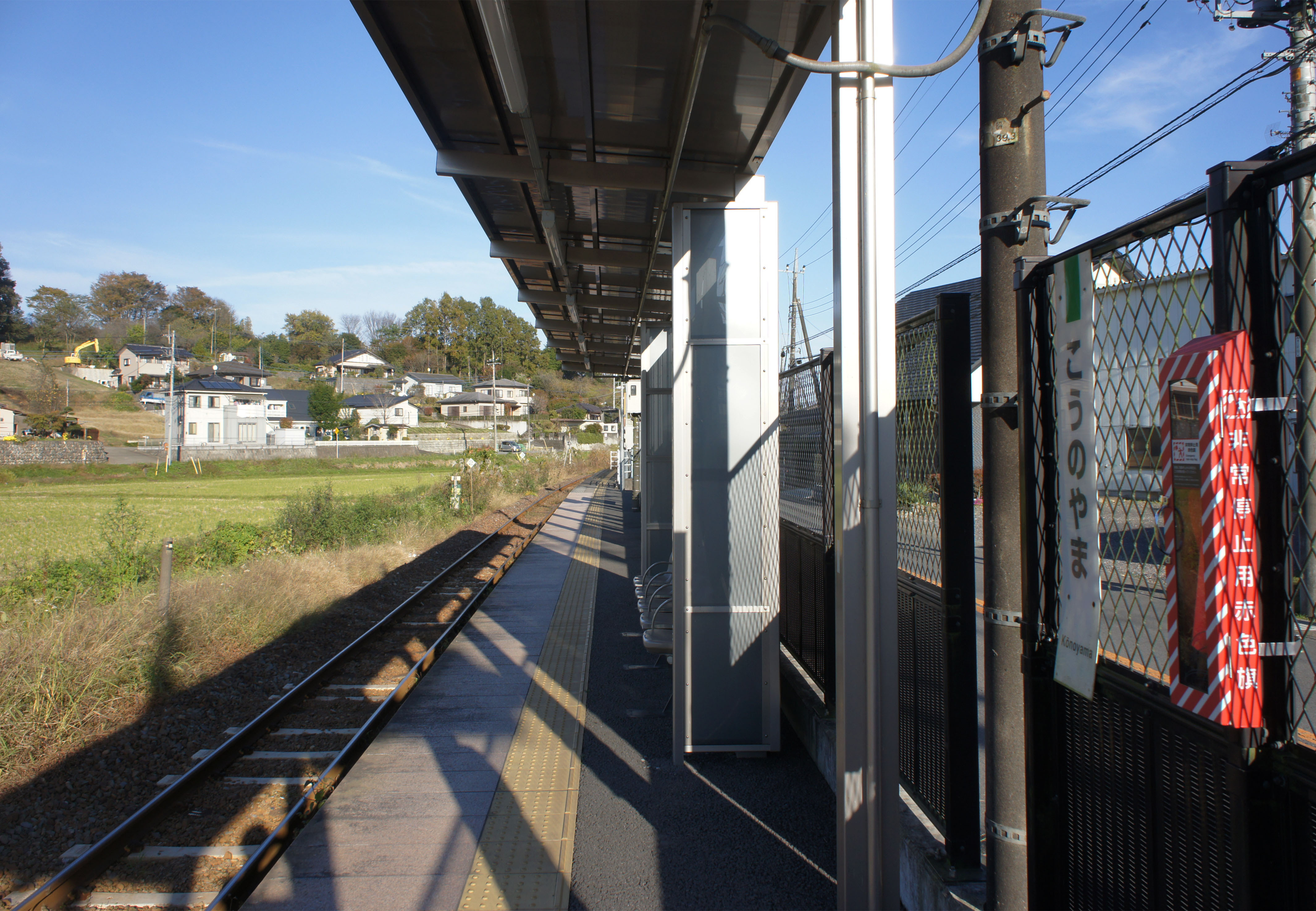
月台 (2021年10月)

## 車站構造
本站為側式月台1面1線的地上車站，自開業起即為無人車站。站內沒有設置站房。

## 使用情況
根據「栃木縣統計年鑑」，2008年度（平成20年度）－2011年度（平成23年度）各年上車人次推移如下表。
| 上車人次推移       | 上車人次推移                | 上車人次推移 |
| 年度               | 各年上車人次 （單位：千人） | 來源         |
| ------------------ | --------------------------- | ------------ |
| 2008年（平成20年） | 66                          | [ 1 ]        |
| 2009年（平成21年） | 60                          | [ 2 ]        |
| 2010年（平成22年） | 62                          | [ 3 ]        |
| 2011年（平成23年） | 57                          | [ 4 ]        |

## 車站周邊
- 東宇都宮 Garden Club
- 鴻蘭（拉麵店）
- 鴻野山動物病院
- 高橋齒科醫院
- 南那須老人保健施設
- 高根澤溫泉
- 栃木縣道10號宇都宮那須烏山線

## 历史
- 1934年（昭和9年）8月15日 - 開業。
- 1987年（昭和62年）4月1日 - 國鐵分割民營化成為JR東日本車站。

## 相鄰車站
東日本旅客鐵道
■ 烏山線
仁井田－鴻野山－大金

## 外部連結
- 車站資訊（鴻野山）：東日本旅客鐵道

36°39′59.26″N 140°3′6.47″E / 36.6664611°N 140.0517972°E